# Julio Libonatti
Julio Libonatti (Rosário, 5 de Julho de 1901 – 9 de Outubro de 1981) foi um futebolista ítalo-argentino.

## Carreira
Filho de pais italianos, Libonatti iniciou sua carreira no clube local, o Newell's Old Boys, quando tinha apenas dezesseis anos. Sua passagem pelo clube duraria oito anos,[carece de fontes?] formando grande parceria com Ernesto Celli, Badalini Atilio, Juan Blas Saruppo e França, tendo se tornando um dos principais jogadores na época, recebendo o apelido de "El Matador" por seu grande faro artilheiro, conquistando três vezes a Copa Nicasio Vila, além de uma Copa Ibarguren. Durante seu período no Newell's Old Boys, também recebeu suas oportunidades na Seleção Argentina, tendo a defendido em quinze oportunidades, marcando oito vezes. Também esteve presente nos Sul-Americanos de 1920 (onde fora vice-campeão), 1921 (sendo o primeiro título argentino no torneio, sendo o tento decisivo na final contra o Uruguai do próprio Libonatti, que ainda terminou como artilheiro) e 1922.
Após um acordo que permitia que filhos de italianos fossem considerados italianos, Libonatti se transferiu para a Itália, indo defender o grande Torino na época, se tornando o primeiro jogador a se transferir da América para o futebol europeu, também se tornando a transferência mais cara durante anos. No Torino, viveu seus grandes momentos na carreira. Atuando ao lado de Gino Rossetti e Adolfo Baloncieri, formou um dos ataques mais poderosos e temidos do futebol na época, que passaria a ser conhecido como o trio delle meraviglie. Conquistaria apenas dois campeonatos italianos (sendo um retirado ainda), mas na edição conquista (oficial), a equipe marcou impressionantes 117 gols em 33 partidas. Seu grande sucesso na época de Turim abriria a porta para uma grande quantidade de sul-americanos que seriam contratos a partir de então.
Durante sua passagem de nove temporadas pelo Torino, onde foi durante muitos anos o maior artilheiro da história do clube, com 164 gols, também defenderia a Seleção Italiana (onde também se tornaria o primeiro "estrangeiro" a defendê-la), participando de dezessete partidas e marcando quinze vezes. Também esteve presente na Coppa Internazionale disputada entre 1927 e 1930, onde terminou como campeão e artilheiro, com seis tentos. Após o Torino, se transferiu para o Genoa,[carece de fontes?] que na época disputava a segunda divisão italiana. Em duas temporadas, sendo a primeiro na segunda divisão, onde conquistou o título e a segunda na primeira, Libonatti teve grande destaque. Ainda teria uma passagem como jogador-treinador do Rimini durante uma temporada, mas se aposentando após ela, aos 36 anos.

## Títulos
Newell's Old Boys
- Copa Nicasio Vila: 1918, 1921, 1922
- Copa Ibarguren: 1921

Torino
- Campeonato Italiano: 1928

Genoa
- Serie B Italiana: 1935

Seleção Argentina
- Campeonato Sul-Americano de 1921

Seleção Italiana
- Coppa Internazionale: 1927-1930

### Individuais
- Artilheiro do Campeonato Sul-Americano de 1921 (3 gols)
- Artilheiro do Campeonato Italiano: 1955 (35 gols)
- Artilheiro da Coppa Internazionale: 1927-1930 (6 gols)